# Poro (arte urbana)
O Poro é um coletivo de arte fundado em 2002 em Belo Horizonte, Brasil. Também conhecido como Grupo Poro ou Coletivo Poro, é formado pela dupla de artistas Brígida Campbell e Marcelo Terça-Nada  . 

## História
Com suas obras de intervenções urbanas e ações efêmeras, o Poro "ora cria situações com explícito discurso político engajado, como no trabalho Imagine, ora faz intervenções urbanas sutis para despertar um sentimento poético no transeunte" . O trabalho Imagine foi realizado no Fórum Social Mundial de 2004 em Mumbai na Índia
Os trabalhos do Poro buscam levantar questões sobre os problemas das cidades através de uma ocupação poética dos espaços. Seus integrantes acreditam que a cidade deve ser cada vez mais reivindicada como espaço para a arte. Através de suas ações, tentam problematizar a relação das pessoas com a arte, a relação das pessoas com a cidade e a relação da arte com a vida.
O Poro "age por meio de diferentes linguagens, focalizando seus trabalhos, principalmente, no questionamento do ambiente urbano, em críticas políticas ou em ações poéticas. Com um discurso de ironia ácida (ou acidez irônica), o Poro interfere aproximando a política da arte, no contexto rotineiro: fazendo intervenções em canteiros abandonados, distribuindo panfletos no centro de grandes cidades, pregando letras na sarjeta…" 
Entre os aspectos de se fazer trabalhos nas ruas, esses são alguns pontos destacados pelo Poro:
- o fato de que as pessoas podem se relacionar diretamente com o trabalho sem que nenhum aparato esteja o definindo como arte;
- o trabalho, ao estar na rua, ganha autonomia e passa a estar sujeito a interferências e apropriações dos passantes;
- poder fazer os trabalhos de forma autogestionada, sem depender do aval de nenhuma instituição que conceda espaço para a veiculação dos trabalhos – basta definir a proposta, se organizar, dividir os custos e… fazê-lo.

A partir do ano de 2004, aumentou-se o interesse acadêmico em pesquisar os temas intervenção urbana, produção coletiva, relações entre arte e cidade; e os trabalhos do Poro foram abordados como referências desses campos no Brasil em artigos, dissertações e teses.

## Principais Exposições
De acordo com o site oficial do grupo e a Enciclopédia Itaú Cultural, o Poro realizou ou participou de diversas exposições de artes visuais, entre elas, pode-se destacar: 
- 2024 – Brasília, a arte da democracia[15] (FGV Arte, Rio de Janeiro, RJ, Brasil)

- 2021 – Formas de la idea[16] (Museo Nacional del Grabado, Buenos Aires, Argentina)

- 2021 – Outras Habitabilidades[17] (Museu Casa Kubitschek, Belo Horizonte, MG, Brasil)

- 2018 – Cartografia Imaginária: a cidade e suas escritas[18] (Sesc Palladium, Belo Horizonte, MG, Brasil)

- 2017 – Ocupações Temporárias[19] (Inhotim, Brumadinho, MG, Brasil)

- 2017 – Arte para uma cidade sensível[20] (Museu Mineiro, Belo Horizonte, MG, Brasil)

- 2017 – Anúncios, enunciados e outras palavras[21] (Centro de Artes da Universidade Federal Fluminense, Niterói, RJ, Brasil)

- 2017 – O Mundo como Armazém[22] (Museu de Arte de Santa Catarina - Florianópolis, SC, Brasil)

- 2017 – Livro-etc: Armazém 13[23] (Museu da Gravura Cidade de Curitiba – Solar do Barão, Curitiba,  PR, Brasil)

- 2016 – Soft Power Arte Brasil[24] (Kunsthal KAdE, Holanda)

- 2016 – Coisa Pública[25] (Galeria Despina, Rio de Janeiro, RJ, Brasil)
- 2015 – O Papel do Museu (Museu Nacional e Museu de Arte de Brasília, DF, Brasil)

- 2015 – Artconceito 524 Luas (Salvador, BA, Brasil)

- 2014 – Cidade Gráfica[26] (Itaú Cultural, São Paulo, SP, Brasil)

- 2014 – Imagem Possível[27] (Sesc Palladium, Belo Horizonte, MG, Brasil)

- 2014 – Virada Cultural (Sesc Ipiranga, São Paulo, SP, Brasil)

- 2014 – III Bienal de Arte da Bahia (Salvador, BA, Brasil)

- 2014 – Independência: Quem troca? (Vitória, ES, Brasil)

- 2013 – Projecto Multiplo (Centro Cultural São Paulo, SP, Brasil)

- 2012 – Brasília: (Cidade, Brasil) [Estacionamento] (Parque, Brasil) [Condomínio][28] (Galeria Fayga Ostrower/Funarte, Brasília, DF, Brasil)

- 2010 – Esses espaços (Oi Futuro, Belo Horizonte, MG, Brasil)

- 2010 – LOJA (Pinacoteca Barão de Santo Ângelo, Porto Alegre, RS, Brasil)

- 2009 – 63º Salão de Arte Paranaense (Museu de Arte Contemporânea do Paraná, Curitiba, PR, Brasil)

- 2009 – A rua como lugar de convívio (Espaço 104, Belo Horizonte, MG, Brasil)

- 2009 – No Território Vasto: Cildo Meireles e convidados (Palácio da Aclamação, Salvador, BA, Brasil)

- 2008 – Campo Coletivo (Centro Cultural Mariantonia, São Paulo, SP, Brasil)

- 2007 – Qual é a sua paisagem? (Centro de Arquitetura e Urbanismo, Rio de Janeiro, RJ, Brasil)

- 2007 – Multiparidade (Palácio das Artes, Belo Horizonte, MG, Brasil)

- 2006 – VIZINHOS conexões entre artistas no Brasil (Freiraum do Museumsquartier, Viena/Áustria)

- 2007 – Achados e Perdidos (Sesc Pinheiros, São Paulo, SP, Brasil)

- 2005 – V::E::R: 1o Encontro de Live Art do Rio de Janeiro[29] (EAV Parque Lage, Rio de Janeiro, Brasil)

- 2005 – Espaço-Experimento (Parque das Ruínas, Rio de Janeiro, RJ, Brasil)

- 2005 – Desvios no Discurso[30] – Individual do Poro (Galeria de Arte da Cemig, Belo Horizonte, MG, Brasil)

- 2004 – Segundas impressões (Galeria do SESI-Minas, Belo Horizonte, MG, Brasil)

- 2004 – Reverberações / Fiteiros no Fórum Cultural Mundial (Sesc Vila Mariana, São Paulo, SP, Brasil) e  (Sesc Santo André, SP – 2004, Brasil)

- 2004 – Cabin Baggage (Open Circle/RAIN - Fórum Social Mundial, Mumbai/Índia)

- 2003 – Manifestações - Projeto Latinidades (Sesc Vila Mariana, São Paulo, Brasil)